# 周家蔚
周家蔚（英語：Janet Chow，1983年8月25日—），香港女演員和商人，是2006年度香港小姐競選亞軍及最上鏡小姐，曾為無綫電視藝人，丈夫是電視演員洪天明。

## 簡介
周家蔚在香港出生，父母分別是到香港來發展的寧波人和山東人，7歲時移民到加拿大，畢業於马克维尔高级中学（Markville Secondary School）及多伦多大学经济學系。2006年，參加香港小姐競選獲得亞軍及最上鏡小姐獎，其後加入無綫電視成為經理人合約藝員，並代替香港小姐冠軍陳茵媺出戰波蘭參選《世界小姐選舉》。2007年又參加湖南衞視舉辦的綜藝節目《舞動奇蹟》第一季。
周家蔚於婚後已淡出娛樂圈，2013至2018年期間更一直停職留薪。2011年7月被控酒駕，被判罰4,000元兼停牌半年，要參與駕駛改進課程。2014年，她在銅鑼灣皇室堡開設童裝及兒童用品店，半年後約滿賣盤。後來為了發展內地化妝品微商生意，與藝人曹永廉、唐文龍及夫婿之朋友劉永健合資。2018年10月與無綫電視約滿，全面投身商界。

## 个人生活
2012年3月21日，周家蔚和演员洪天明举办了婚礼，婚礼仪式按照中华传统习俗“接新娘、玩新郎、踢轿门、背新娘、敬茶”，出席婚礼的人士包括了香港演艺界的名人。。她分別在2013年及2015年誕下兩名兒子。

## 演出作品

### 電視劇（無綫電視）
| 首播   | 劇名           | 角色             |
| 2010年 | 鐵馬尋橋       | 芬 女            |
| 2010年 | 飛女正傳       | Elisa Q（第6集） |
| 2010年 | 天天天晴       | Lyan             |
| 2010年 | 摘星之旅       | 阿 英            |
| 2010年 | 讀心神探       | 魏泳珊           |
| 2011年 | 居家兵團       | 老 師            |
| 2011年 | 你們我們他們   | Fion             |
| 2011年 | 真相           | Paula            |
| 2011年 | 誰家灶頭無煙火 | 楷 妻（第160集） |
| 2011年 | 法證先鋒III    | 王彩鳳（Cindy）  |
| 2012年 | 4 In Love      | 唐巧寧（Judy）   |
| 2012年 | 心戰           | 艷 女            |
| 2012年 | 造王者         | 閔 妃            |
| 2013年 | 情越海岸線     | 關思浩           |
| 2014年 | 廉政行動2014   | 蔡綺青［單元三］ |

### 綜藝節目（無綫電視）
| 首播   | 節目名                | 備註   |
| 2009年 | 掌故王                |        |
| 2010年 | 逐格鬥                |        |
| 2010年 | 千奇百趣Summer Fun    |        |
| 2010年 | 超級遊戲獎門人        |        |
| 2011年 | 心有靈犀              |        |
| 2011年 | 千奇百趣省港澳        |        |
| 2012年 | 五覺大戰              |        |
| 2012年 | 千奇百趣東南亞        |        |
| 2010年 | 吾淑吾食              | 第10集 |
| 2014年 | 千奇百趣玩HIGH D      | 第1集  |
| 2014年 | 超級無敵獎門人 終極篇 | 第22集 |
| 2010年 | 明星愛廚房            |        |
| 2016年 | Do姐有問題            |        |
| 2016年 | 你健康嗎？（第二輯）  |        |
| 2016年 | 我愛香港              |        |
| 2017年 | 1+1的幸福             |        |
| 2017年 | 千奇百趣特工隊        |        |
| 2021年 | 開心大綜藝            | 第5集  |

### 綜藝節目（ViuTV）
| 首播   | 節目名  | 備註 |
| 2019年 | 友枱VIP |      |

## 獎項與提名
| 年份   | 比賽                         | 結果 |
| 2004年 | 多倫多華裔小姐競選           | 獲獎 |
| 2006年 | 香港小姐競選亞軍、最上鏡小姐 | 獲獎 |
| 2006年 | 世界小姐競選                 | 提名 |

## 外部連結
- 周家蔚 新浪微博（页面存档备份，存于）
- 周家蔚 TVB Blog（页面存档备份，存于）
- 周家蔚官方論壇
- 周家蔚的Instagram帳戶

| 前任： 陸詩韻 | 香港小姐競選亞軍 2006年 | 繼任： 王君馨 |

| 前任： 鄧上文 | 香港小姐競選最上鏡小姐 2006年 | 繼任： 王君馨 |